# Heinz Kandolf
Heinz Kandolf (* 5. Januar 1920 in Oppeln; † 1999 in Bremerhaven) war ein deutscher Politiker (CDU) und für Bremerhaven Mitglied der Bremischen Bürgerschaft.

## Biografie
Kandolf war als Lehrer in Bremerhaven-Lehe tätig, u. a. an der katholischen Schule.
Er wurde nach 1945 Mitglied der CDU und war von 1963 bis 1967 sowie von 1971 bis 1979 Mitglied der 6. sowie 8. und 9. Bremischen Bürgerschaft sowie dort Mitglied verschiedener Deputationen. Er war von 1975 bis 1979 Schriftführer im Präsidium der Bürgerschaft.
Ehrenamtlich war er von 1982 bis 1992 Leiter eines Kirchenchors der katholischen Pfarrgemeinden Herz Jesu in Bremerhaven-Lehe.